# Gruppo di edifici gotico-vittoriani e art-deco di Mumbai
Il Gruppo di edifici gotico-vittoriani e art-deco di Mumbai è un sito  inserito dall'UNESCO nella lista del Patrimonio Mondiale nel 2018 e riunisce edifici ottocenteschi in stile neogotico vittoriano e palazzi Art déco del XX secolo nella zona del Forte di Mumbai, in India. Questa collezione di edifici si trova intorno all'Oval Maidan, un grande terreno ricreativo che un tempo era noto come l'Esplanade. L'est dell'ovale è fiancheggiato dagli edifici pubblici gotici vittoriani, mentre il lato occidentale è fiancheggiato dagli edifici Art déco di Backbay Reclamation e Marine Drive. Questa nomina mira a salvaguardare in totale 94 edifici.
Gli edifici gotici vittoriani del XIX secolo che si trovano ad est dell'Oval sono principalmente l'Alta Corte di Bombay, l'Università di Mumbai (Fort Campus) e la City Civil and Sessions Court (ospitata nell'edificio del vecchio segretariato). Questo tratto ospita anche uno dei punti di riferimento di Mumbai, la Torre dell'Orologio di Rajabai. Gli edifici Art déco del XX secolo fiancheggiano il tratto occidentale dell'Oval e sono costituiti principalmente da edifici residenziali di proprietà privata e in più il Cinema Eros.
Questo sito è stato aggiunto alla lista dei siti del patrimonio mondiale il 30 giugno 2018 durante la 42ª sessione del Comitato del Patrimonio Mondiale a Manama, nel Bahrain.

## Galleria d'immagini

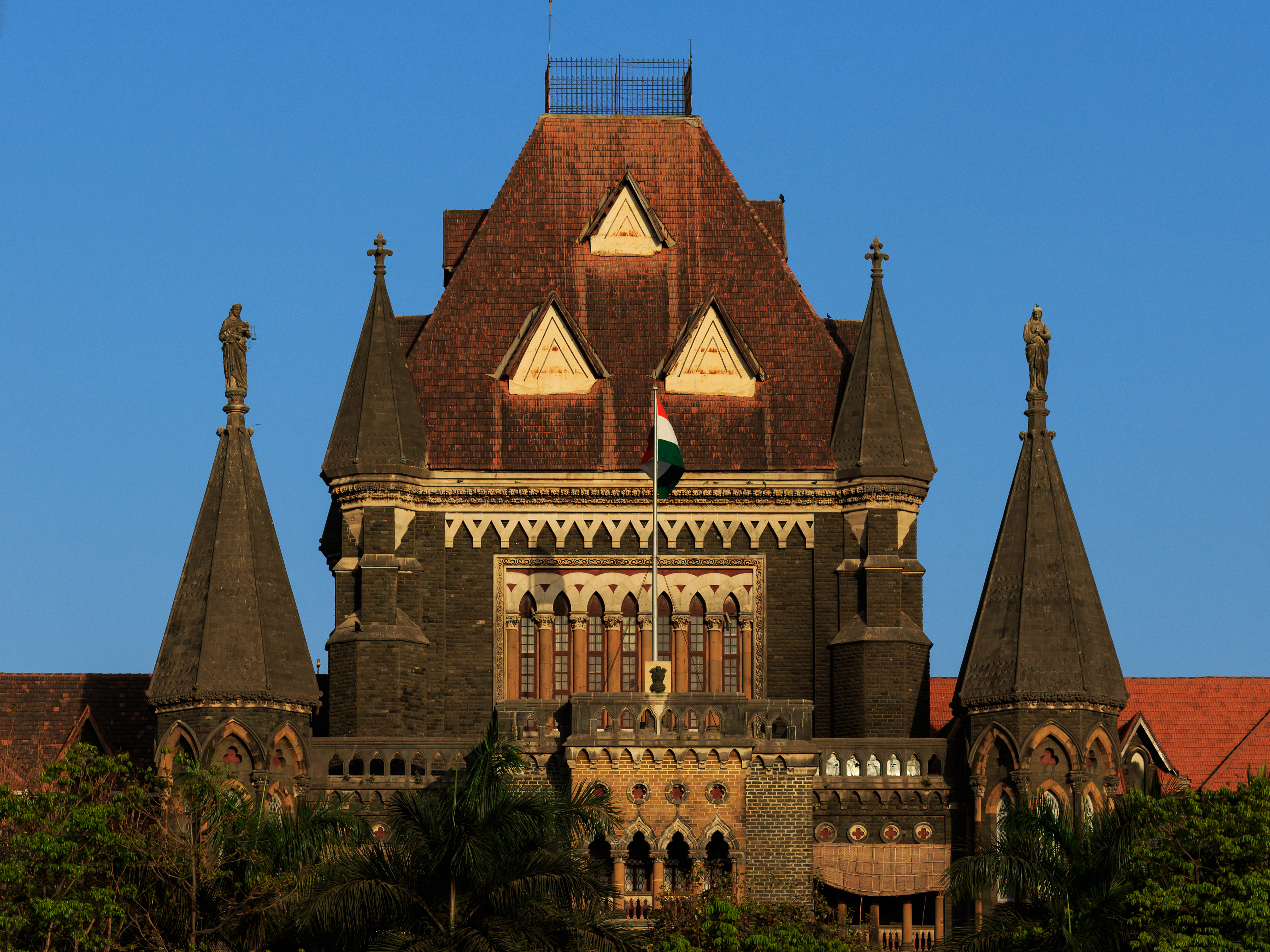
Alta Corte di Bombay
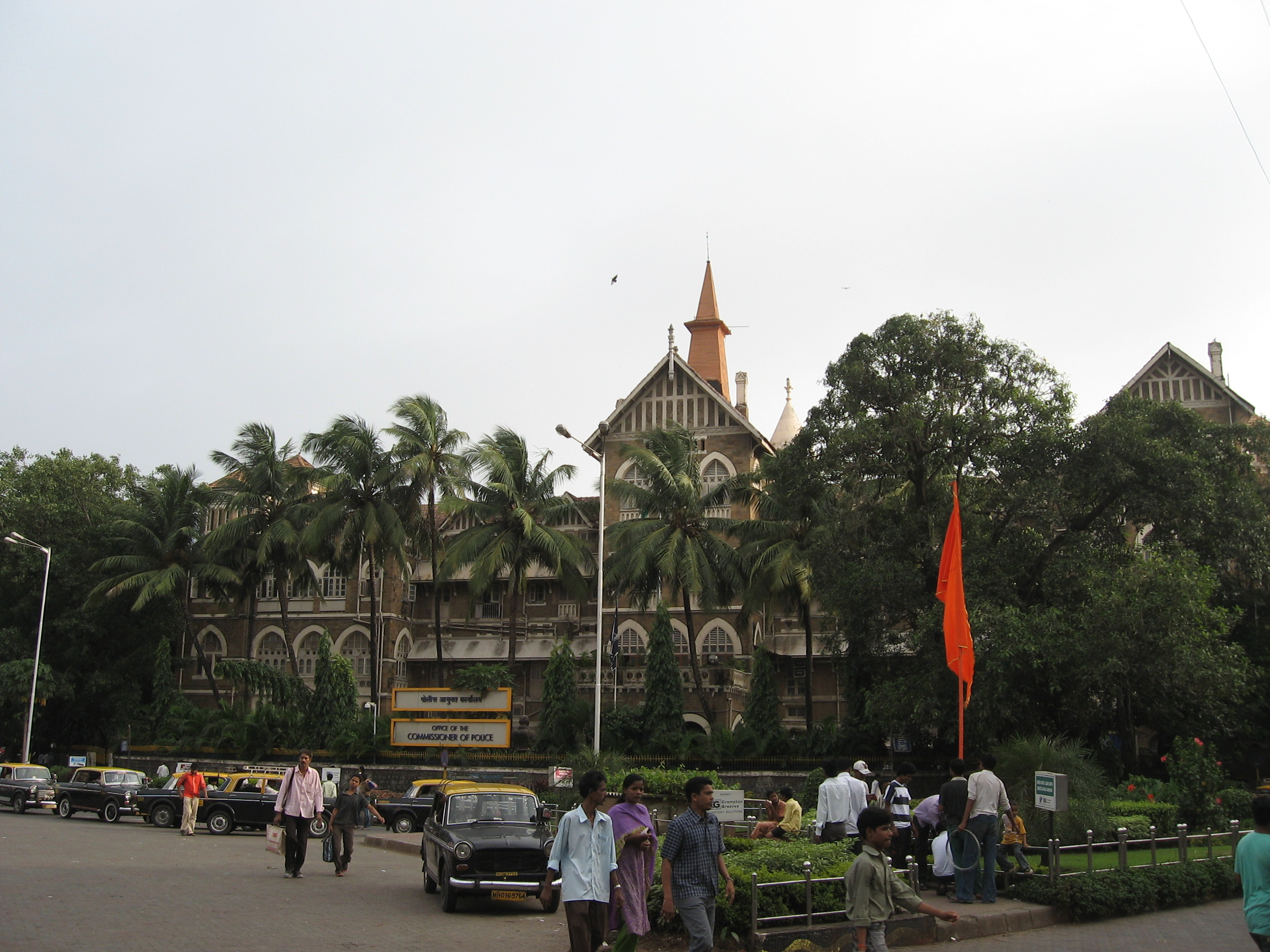
Il quartier generale della Mumbai Police (già Polizia di Bombay)
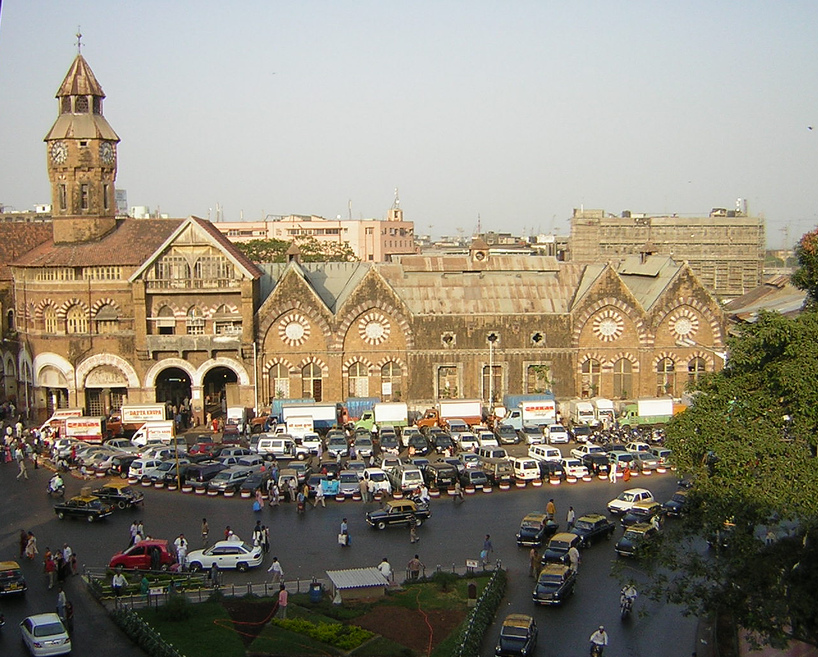
Il Crawford Market
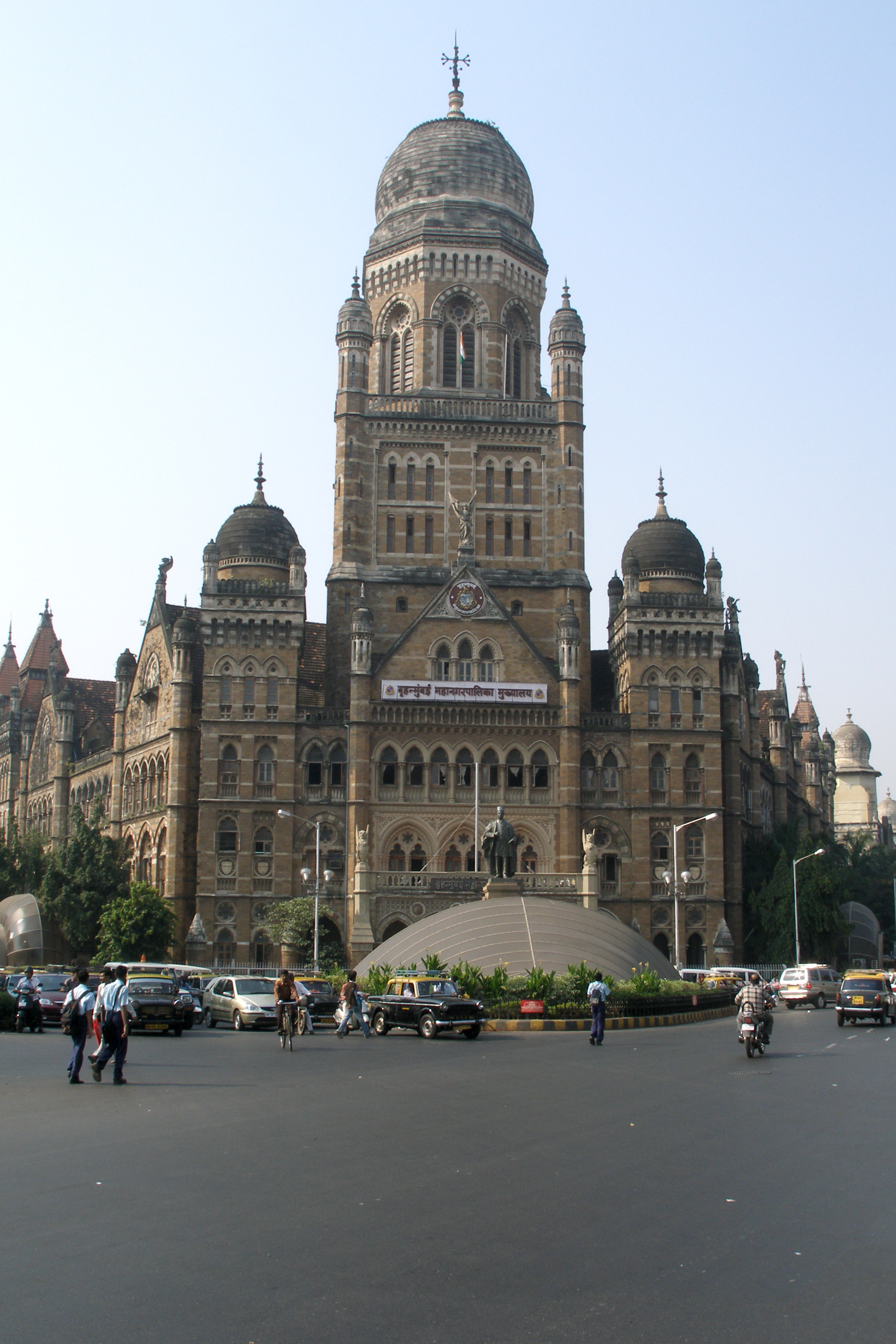
L'edificio della Corporazione municipale della Grande Mumbai (già Corporazione municipale di Bombay)